# جو إي براون
جو إي براون (بالإنجليزية: Joe E. Brown)‏ مواليد 28 يوليو 1891 في هولغيت، الولايات المتحدة - الوفاة 06 يوليو 1973 في لوس أنجلوس، كاليفورنيا، الولايات المتحدة، هو ممثل أمريكي بدأ مسيرته الفنية سنة 1928. فاز بميدالية النجمة البرونزية. امتدت مسيرته الفنية لأكثر من 36 عاما.

## الأعمال
- حلم ليلة صيف
- حول العالم في 80 يوما
- البعض يفضلونها ساخنة
- إنه عالم مجنون مجنون مجنون مجنون

## روابط خارجية
- جو إي براون على موقع IMDb (الإنجليزية)
- جو إي براون على موقع الموسوعة البريطانية (الإنجليزية)
- جو إي براون على موقع روتن توميتوز (الإنجليزية)
- جو إي براون على موقع ألو سيني (الفرنسية)
- جو إي براون على موقع ميوزك برينز (الإنجليزية)
- جو إي براون على موقع أول موفي (الإنجليزية)
- جو إي براون على موقع قاعدة بيانات برودواي على الإنترنت (الإنجليزية)
- جو إي براون على موقع قاعدة بيانات الأفلام السويدية (السويدية)
- جو إي براون على موقع إن إن دي بي (الإنجليزية)
- جو إي براون على موقع ديسكوغز (الإنجليزية)